# San José (Calobre)
San José es un corregimiento del distrito de Calobre en la provincia de Veraguas, República de Panamá. La localidad tiene 680 habitantes (2010).